# Daala
Daala es el nombre de trabajo actual de un códec de vídeo de próxima generación que está siendo desarrollado por la Fundación Xiph.Org. Daala pretende ser un códec de ultra alta eficiencia de próxima generación para casos de uso similares a High Efficiency Video Coding (HEVC o H.265) y VP9.
El 30 de mayo de 2013, un prototipo alpha muy temprano de Daala fue utilizado para transmitir vídeo a través de Internet.
El 20 de junio de 2013, se añadió una introducción a Daala a la web de la Fundación Xiph.Org. Daala usará una transformación solapada para reducir los artefactos de bloque característicos de otros codecs de vídeo que utilizan la transformada de coseno discreta directamente. Se ha afirmado que el objetivo de rendimiento para Daala es ir una generación más allá que HEVC y VP9.